# Colin Greenwood
Colin Greenwood (ur. 26 czerwca 1969 w Oksfordzie) – brytyjski muzyk, członek zespołu Radiohead. Gra głównie na gitarze basowej. Jest starszym bratem innego członka Radiohead, Jonny’ego Greenwooda.
Według członków grupy jest człowiekiem gadatliwym i inteligentnym. Sam zresztą twierdzi, że interesuje się literaturą angielską i historią, a po gitarę basową nie zawsze sięga chętnie. Odstąpił jednak od tej reguły przed nagraniem OK Computer – Colin miał wtedy pobierać lekcje gry na tym instrumencie, gdyż wymagała tego złożoność materiału, który miał się ukazać na krążku.
Podczas koncertów Colin zazwyczaj ustawiony jest za plecami kolegów, niedaleko perkusisty Phila Selwaya.